# Bisfosfonat
Bisfosfonati (tudi difosfonati) so skupina učinkovin, ki zavirajo osteoklastno dejavnost in s tem resorpcijo (razgradnjo) kostnine. Uporabljajo se pri preprečevanju in zdravljenju osteoporoze, Pagetove bolezni kosti, metastaz na kosteh, multiplega plazmocitoma ter drugih kostnih bolezni, ki povzročajo krhkost kostnine.

## Kemične lastnosti
Vsi bisfosfonati v svoji strukturi vsebujejo skelet iz atomov P—C—P:
H2PO3—(R1)C(R2)—PO3H2
Na osrednji ogljikov atom sta kovalentno vezani dve fosfatni skupini (PO3), kar daje skupini učinkovin tudi ime. Stranski skupini, vezani na ogljikov atom (R1 in R2), odločata o jakosti delovanja ter farmakokinetičnih lastnostih.

## Farmakokinetika
Po aplikaciji bisfosfonata (bodisi peroralno ali intravensko) se okoli polovica učinkovine nespremenjene izloči skozi ledvice. Preostanek spojine izkazuje v telesu veliko afiniteto do kostnine ter se hitro vsrka na površino kosti.

## Mehanizem delovanja
Po vezavi bisfosfonatov na kostnino jih vsrkajo osteoklasti, torej kostne celice, ki razgrajujejo in odstranjujejo kostnino. Bisfosfonati povzročijo propad osteoklastov.
Obstajata dve poglavitni skupini bisfosfonatnih učinkovin: bisfosfonati, ki vsebujejo dušik (npr. alendronska kislina) in bisfosfonati, ki dušika ne vsebujejo (npr. klodronska kislina). Način delovanja na osteoklaste je pri teh dveh skupinah različen.

### Bisfosfonati brez dušika
Primeri učinkovin:
- etidronat
- klodronat
- tiludronat

Te molekule se v celicah presnovijo do presnovkov, ki se vežejo v molekulo ATP-ja namesto pirofosfata; takšna molekula je nefunkcionalna. Intakten ATP je poglavitni vir energije v celicah, nefukcionalne molekule z vezanimi presnovki bisfosfonatov pa celicam ne nudijo energije. Zaradi pomanjkanja energije pride do apoptoze osteoklasta.

### Bisfosfonati z dušikom
Primeri učinkovin:
- pamidronat
- neridronat
- olpadronat
- alendronat
- ibandronat
- risedronat
- zoledronat

Te bisfosfonatne spojine se vežejo na encim farnezil difosfonat-sintazo in ga blokirajo. S tem prekinejo HMG-CoA-reduktazno pot in moten je nastanek farnezola in geranilgeraniola, ki sta bistvena za povezovanje manjših beljakovin v celični membrani osteoklasta.